# 金正日花 (電影)
金正日花，是一套講述北韓集中營生還者和脱北者的紀錄片，由N.C.Heikin執導，該片2009年1月在聖丹斯電影節首演。

## 內容
其中故事包括採訪朝鮮叛逃者，前軍方官員和藝術家，集中營監獄看守。
片名來自一種花奔金正日花，但這個詞也可以指朝鮮獨裁者金正日本身。

## 外部連結
- 互联网电影数据库（IMDb）上《金正日花》的资料（英文）